# کاترین رب-گریه
کاترین رُب-گریه (فرانسوی: Catherine Robbe-Grillet‎؛ زادنام کاترین رستاکیان فرانسوی: Catherine Rstakian‎ زادهٔ ۲۴ سپتامبر ۱۹۳۰) بازیگر تئاتر و سینما، عکاس، نویسنده، و فیلم‌نامه‌نویس فرانسوی ارمنی‌تبار است. وی همسر آلن رب-گریه بود.

## زندگی شخصی و فعالیت‌های ادبی
کاترین در سال ۱۹۵۷ با آلن رب-گریه، نویسنده سرشناس و از پیشگامان رمان نو ازدواج کرد. این زوج تا پایان عمر آلن در سال ۲۰۰۸ همکاری هنری نزدیکی داشتند. او تحت نام مستعار «ژان دو برگ» (Jeanne de Berg) رمان‌های اروتیک نوشت که مشهورترین آنها تصویر (۱۹۵۶) به عنوان یکی از آثار کلاسیک ادبیات سادومازوخیستی شناخته می‌شود.
کاترین روب-گریه نویسنده و فیلسوف فرانسوی‌ست که توی سال ۱۹۳۰ به دنیا اومد. او همسر آلن روب-گریه بود و بیشتر به خاطر نوشته‌هایش درباره سکسوالیته و روابط قدرت شناخته شده.
کتاب معروفش «تصویر» یکی از آثار برجسته در زمینه داستان‌های سادومازوخیسمه. کاترین خودش در دنیای BDSM فعالیت داشت و به‌عنوان دومیناتریکس شناخته می‌شد، یعنی کسی که نقش سلطه‌گر رو بازی می‌کنه. ولی اون هیچ وقت برای این کار پول نمی‌گرفت و بیشتر جنبه‌ی هنری و فلسفی داشت.
زندگی‌اش ترکیبی از ادبیات، هنر و تجربیات شخصی در دنیای سکسوالیته بود. توی تئاتر و سینما هم کار کرده و زندگی‌اش موضوع چند مستند و فیلم بوده. در سال‌های اخیر، با یک زن جوان‌تر به نام بوریول شارپانتیه زندگی می‌کنه.
کاترین به آزادی جنسی اعتقاد داره و با محدودیت‌ها و تابوهای جامعه مخالفت می‌کنه. آثارش همیشه به بررسی قدرت، کنترل و آزادی در روابط پرداخته.
کاترین روب-گریه توی فضای فرهنگی و ادبی فرانسه به‌خاطر سبک خاص و جسورش شناخته شده. نوشته‌هاش معمولاً از دیدگاه روانشناسی و فلسفی به روابط انسانی نگاه می‌کنن، مخصوصاً بخش‌هایی که مربوط به تمایلات جنسی و قدرت هستن.
او همیشه تلاش کرده تا نشون بده سکسوالیته فقط یه بعد فیزیکی نیست، بلکه شامل بازی‌های روانی، کنترل و تسلیم هم می‌شه. به همین خاطر، کتاب‌هاش معمولاً پر از نمادها و استعاره‌های پیچیده‌ان.
از ویژگی‌های جالبش اینه که برخلاف خیلی‌ها که در این زمینه‌ها فقط به نوشتن می‌پردازن، خودش تجربیات عملی داشته و این تجربه‌ها رو توی آثارش به شکلی هنری و فلسفی به کار برده.
زندگی شخصیش هم همیشه بحث‌برانگیز بوده، چون نه فقط توی ادبیات بلکه توی واقعیت هم قواعد معمول رو به چالش کشیده. او به عنوان زنی که خودش انتخاب کرده سبک زندگی متفاوتی داشته، باعث شده نگاه‌ها و نقدهای زیادی به سمتش باشه.
با وجود این، کاترین همیشه به استقلال فکری و آزادی بیان اهمیت داده و سعی کرده این مفاهیم رو در نوشته‌ها و فعالیت‌هاش به تصویر بکشه. این موضوع باعث شده که جایگاه خاصی بین نویسندگان معاصر فرانسه پیدا کنه.

## نقش در جنبش‌های هنری
رب-گریه به عنوان یکی از چهره‌های کلیدی در حلقهٔ ادبی-هنری ل کایه دو سینما فعالیت می‌کرد. او در تهیه‌نامه فیلم‌های تجربی همسرش مانند سال گذشته در مارینباد (۱۹۶۱) مشارکت داشت. عکس‌های او از صحنه‌های فیلمبرداری این آثار، اسناد ارزشمندی از جنبش سینمایی موج نوی فرانسه محسوب می‌شوند.

## فیلم‌شناسی
از فیلم‌هایی که در آن نقش داشته می‌توان به قطار سریع‌السیر اروپا، مردی که دروغ می‌گوید و لغزش تدریجی لذت اشاره کرد. او همچنین فیلم‌نامه‌نویس فیلم تصویر بوده است.

## میراث و تأثیرات
- نمایشگاه انفرادی عکس‌های او در موزه هنرهای مدرن پاریس (۲۰۱۵)[۴]
- تاثیرگذاری بر نویسندگان فمینیست مانند آنریت مایر در تحلیل قدرت و جنسیت[۵]